# مارشال فيلد الثالث
مارشال فيلد الثالث (بالإنجليزية: Marshall Field III)‏ هو مصرفي أمريكي، ولد في 28 سبتمبر 1893 في شيكاغو في الولايات المتحدة، وتوفي في 8 نوفمبر 1956 في نيويورك في الولايات المتحدة.

## وصلات خارجية
- مارشال فيلد الثالث على موقع إن إن دي بي (الإنجليزية)